# Louis van Gaal
Aloysius Paulus Maria van Gaal, známý jen jako Louis van Gaal (* 8. srpna 1951, Amsterdam, Nizozemsko), je bývalý fotbalový trenér a bývalý záložník.
Jako hráč působil v týmech Ajax Amsterdam (1972–1973) a Royal Antwerp FC (1973–1977), SC Telstar (1977–1978), Sparta Rotterdam (1978–1986) a AZ Alkmaar (1986–1987).
Jako trenér vedl na klubové úrovni Ajax Amsterdam (1991–1997), FC Barcelona (1997–2000 a 2002–2003), AZ Alkmaar (2005–2009) a FC Bayern Mnichov (2009–2011). Na mezinárodním poli působil jako trenér nizozemské fotbalové reprezentace v letech 2002–2003 a znovu od roku 2012. Vedl nizozemský národní tým na Mistrovství světa 2014 v Brazílii, kde Nizozemci vyhráli 3:0 souboj o třetí místo proti Brazílii a získali bronzové medaile.
V květnu 2014 podepsal tříletou trenérskou smlouvu s Manchesterem United platnou od července 2014, nahradil odvolaného Davida Moyese. Jeho asistentem se stal Ryan Giggs. S Manchesterem United získal 21. 5. 2016 FA Cup. Poté byl 23. 5. 2016 odvolán z funkce. V lednu 2017 se rozhodl ukončit trenérskou kariéru. Roku 2022 prozradil, že se léčí s rakovinou prostaty. 